# Madibou
L'arrondissement 8 Madibou  (s’écrit également Madibu) de Brazzaville est l'un des derniers nés : il a été créé le 17 mai 2011. 

## Géographie
L'arrondissement est situé au sud-ouest de Brazzavile et couvre une superficie de 80,45 km2.
|          | Ngoma-Tsétsé | Mfilou     |
| Loukanga | Madibou      | Makélékélé |
|          | Fleuve Congo |            |

## Histoire
Le projet de loi créant cet arrondissement de Madibou a été approuvé par le parlement au cours de la session extraordinaire du 17 au 31 janvier 2011.

## Administration
Son actuel administrateur maire est  M. Alain MILANDOU

## Sources
- Journal officiel de la République du Congo du jeudi 26 mai 2011, page 583